# Spanische Frauen-Handballnationalmannschaft
Die spanische Frauen-Handballnationalmannschaft ist die von der königlichen spanischen Handballföderation (Real Federación Española de Balonmano, RFEBM) aufgestellte Nationalauswahl Spaniens im Handball der Frauen.
Zu den größten Erfolgen der Auswahl gehören die Silbermedaillen für den 2. Platz bei der Weltmeisterschaft 2019 sowie den Europameisterschaften 2008 und 2014 und ein dritter Platz bei den Olympischen Sommerspielen 2012.

## Geschichte
Die Auswahl Spaniens bestritt am 10. November 1967 ihr erstes Länderspiel. Gegen Frankreich verloren die Spanierinnen in Bilbao mit 11:12. Auch die folgenden zehn – im Zeitraum bis Mai 1974 liegenden – Länderspiele wurden gegen französische Auswahlen ausgetragen; am 29. Januar 1972 gelang den Spanierinnen in Vigo der erste Sieg (10:5).
Im Jahr 1977 nahmen die Spanierinnen erstmals an einem großen Turnier teil; bei der B-Weltmeisterschaft in West-Berlin verlor das Team alle drei Spiele.
Ab 1978 veranstaltete die RFEBM erstmals auch für Frauen das Vier-Nationen-Turnier Torneo Internacional de España; alle drei Spiele in Castelldefels konnte das spanische Team gewinnen. Im Jahr darauf folgte in Split die erste Teilnahme an den Mittelmeerspielen.
Von 1981 bis 1982 betreute César Argilés die Frauenmannschaft Spaniens. Bei der B-Weltmeisterschaft 1981 in Dänemark verloren die Spanierinnen alle sechs Spiele und belegten Platz 12.
Bei der Teilnahme an der B-Weltmeisterschaft 1983 in Polen gewann Spanien eines von sechs Spielen, am 14. Dezember 1983 besiegte man die niederländische Mannschaft mit 24:23 und belegte den 11. Platz. In Spanien trat die Mannschaft im Jahr 1986 bei der C-Weltmeisterschaft an, die man mit vier Siegen bei zwei Niederlagen auf Platz 3 abschloss.
Zwei Siege in sechs Spielen gelangen bei der nächsten Teilnahme an einer B-Weltmeisterschaft: In Bulgarien konnte das spanische Team gegen Brasilien mit 28:19 und gegen die Elfenbeinküste mit 26:19 gewinnen, am Ende nahm man den 14. Platz ein. Im Jahr 1988 trat man erneut bei der C-Weltmeisterschaft an; in Frankreich gewannen die Spanierinnen vier Spiele und verloren eins, damit belegten sie Platz 3 des Turniers.
Bei den in Spanien ausgetragenen Olympischen Spielen 1992 war das spanische Team als Gastgeber qualifiziert, man verlor drei der vier Spiele, gewann eins und belegte damit den siebten Platz von acht Mannschaften. Die im selben Jahr in Litauen letztmals ausgetragene B-Weltmeisterschaft beendete Spanien auf dem 5. Platz. Damit startete Spanien bei der Weltmeisterschaft 1993 in Norwegen, kam dort aber nur zu einem Sieg und landete als Vorletzter auf Platz 15.
Als Cheftrainer war von 1997 bis 1998 Julián Ruiz verantwortlich. In den Jahren 1997/1998 konnte man sich erstmals für die seit 1994 ausgetragene Europameisterschaft qualifizieren.
Luis Torrescusa trat im Jahr 1998 das Traineramt an. Bei der in den Niederlanden ausgetragenen Europameisterschaft 1998 kam die Mannschaft der RFEBM nur auf den letzten, den 12. Platz.
Miguel Florido übernahm das Amt des Cheftrainers.
Erst im Jahr 2001 gelang wieder die Teilnahme an einem großen Turnier. Bei der Weltmeisterschaft 2001 in Italien wurde Spanien 10. von 24 Teilnehmern, bei der Europameisterschaft 2002 in Dänemark 13. von 16 Teilnehmern. In Kroatien konnte das spanische Team bei der Weltmeisterschaft 2003 den fünften Platz belegen. Bei der zweiten Olympiateilnahme belegte Spanien bei den Spielen 2004 in Athen den 6. Platz, in Ungarn kam man bei der Europameisterschaft 2004 auf Platz 8. Fortan war Spanien bei allen Europameisterschaften dabei. Bei den Mittelmeerspielen 2005 gewann Spanien am 1. Juli 2005 die Goldmedaille. Die Qualifikation zur Weltmeisterschaft 2005 scheiterte, an der Europameisterschaft 2006 aber nahm Spanien wieder teil und wurde in Schweden 9. des Turniers.
Ab 2007 übernahm Jorge Dueñas das Training der spanischen Auswahl von Miguel Florido. Dueñas betreute die Mannschaft bis Ende 2016. Für die in Frankreich ausgetragene Weltmeisterschaft 2007 qualifizierte sich Spanien erneut und belegte Platz 10. Seit dieser Austragung konnte Spanien sich stets für die weiteren Weltmeisterschaften qualifizieren.
Die erste Medaille bei einer europäischen Bestenermittlung gewann Spanien bei der Europameisterschaft 2008 in Mazedonien. Im Finale des Turniers verlor man gegen Norwegens Auswahl am 14. Dezember 2008 in Skopje mit 34:21 und belegte den zweiten Platz. Im Jahr darauf kam die spanische Mannschaft in China auf den 4. Platz der Weltmeisterschaft 2009, nachdem man im Spiel um Platz 3 erneut gegen Norwegen verloren hatte (31:26). Im September 2009 hatte die spanische Auswahl in Carceres gegen Portugal ihr 500. Länderspiel absolviert (41:18).
Nach dem 10. Platz bei der Europameisterschaft 2010 in Dänemark und Norwegen startete Spanien im September 2011 erstmals beim World Cup, der in diesem Jahr zum letzten Mal ausgetragen wurde.
Im Dezember des Jahres konnte Spanien auch bei einer Weltmeisterschaft erstmals eine Medaille gewinnen: Bei der Weltmeisterschaft 2011 in Brasilien war das Team im Halbfinale wieder an Norwegen gescheitert (30:22), gewann aber das Spiel um Platz 3 am 17. Dezember 2011 in São Paulo gegen die dänische Auswahl mit 18:24.

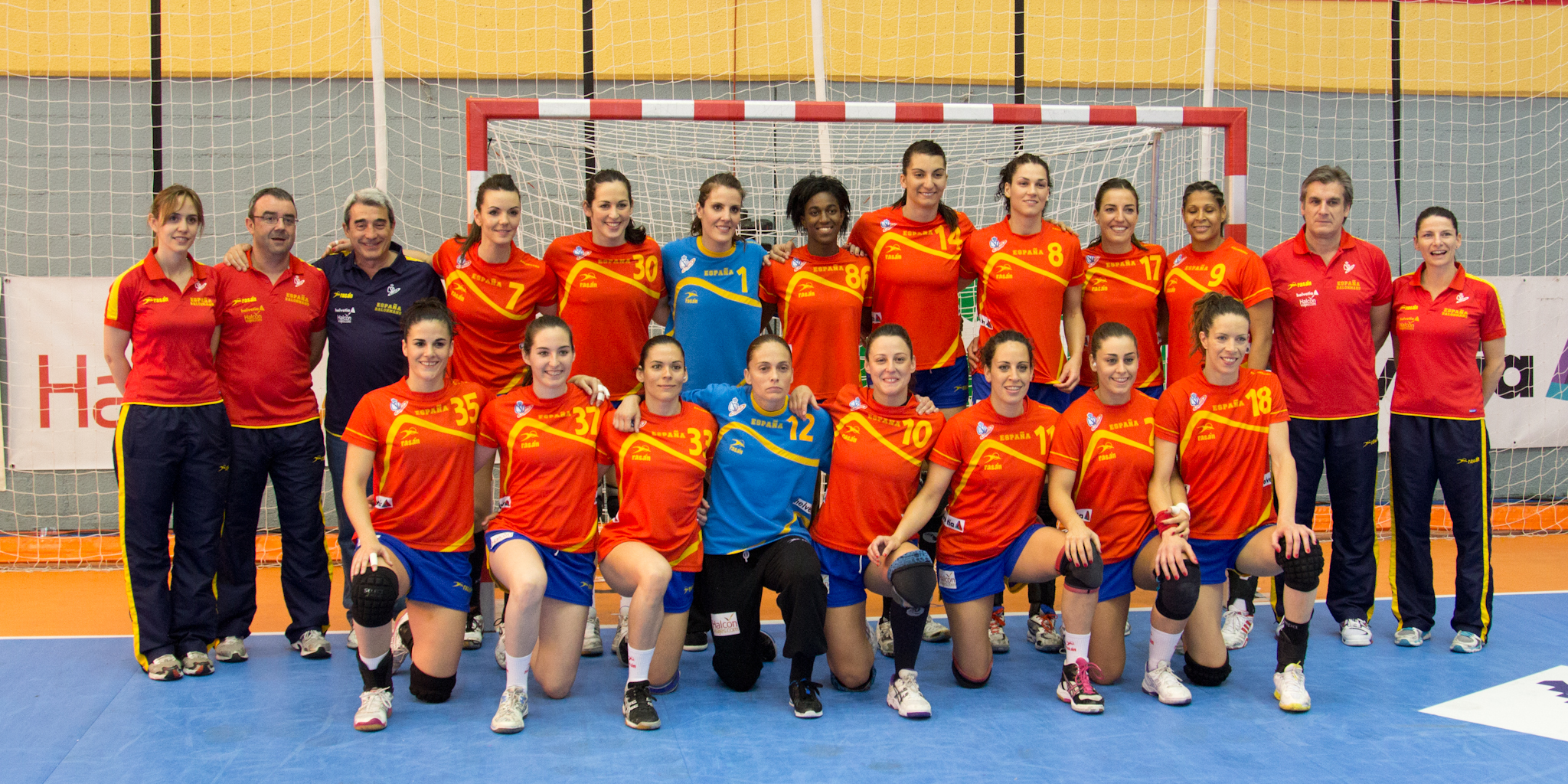
Die spanische Nationalmannschaft 2013

Im August 2012 gelang auch bei Olympia der erste Medaillengewinn. Bei den Olympischen Spielen 2012 in London belegten die Spanierinnen nach einem 31:29 -Sieg gegen Südkorea den dritten Platz. Bei der Europameisterschaft 2012 in Serbien landete Spanien auf Platz 11, bei der im Folgejahr ebenfalls in Serbien ausgetragenen Weltmeisterschaft 2013 auf Platz 9.
Eine weitere Medaille holte sich die spanische Auswahl bei der Europameisterschaft 2014 in Ungarn und Kroatien. Im Finale des Turniers unterlag man am 21. Dezember 2014 mit 28:25 wieder dem norwegischen Team. Die Weltmeisterschaft 2015 in Dänemark brachte einen 12. Platz. Durch den zweiten Platz bei der Europameisterschaft 2014 war Spanien für die Olympischen Spiele 2016 qualifiziert (da Olympiasieger Norwegen auch als Weltmeister 2015 einen Startplatz erhielt), in Rio de Janeiro kam Spanien auf Platz 6 des olympischen Wettbewerbs. Die Europameisterschaft 2016 in Schweden endete für Spanien mit Platz 11.
Carlos Viver wurde im Jahr 2017 Trainer des Teams als Nachfolger von Jorge Dueñas. Die spanische Mannschaft belegte bei der Weltmeisterschaft 2017 in Deutschland den elften Platz. Den zweiten Sieg bei den Mittelmeerspielen erreichten die Spanierinnen mit dem Gewinn der Mittelmeerspiele 2018, bei dem sie das Finalspiel am 30. Juni 2018 in El Vendrell gegen Montenegro mit 27:23 gewannen. Bei der im selben Jahr in Frankreich ausgetragenen Europameisterschaft 2018 belegte die Mannschaft Platz 12. Eine weitere Silbermedaille gewann Spaniens Auswahl bei der Weltmeisterschaft 2019 in Japan. Im Finalspiel verloren die Spanierinnen am 15. Dezember 2019 gegen die Niederlande mit 29:30. Bei der erneut in Dänemark trotz der COVID-19-Pandemie ausgetragenen Europameisterschaft 2020 kam das spanische Team auf Platz 9, ebenso bei den wegen der Pandemie ins Jahr 2021 verlegten Olympischen Spielen 2020 in Tokio.
Im September 2021 übernahm José Ignacio Prades, der zuvor Assistenztrainer von Carlos Viver war, das Traineramt der Nationalmannschaft Spaniens von Carlos Viver. Bei der im eigenen Land ausgetragenen Weltmeisterschaft 2021 wurden die Spanierinnen Vierte; das Halbfinale hatten sie gegen Norwegen verloren (27:21) und waren auch im Spiel um Platz 3 am 19. Dezember 2021 in Granollers nicht erfolgreich (Dänemark gewann 35:28). Erneut siegreich war die Mannschaft bei den Mittelmeerspielen 2022 in Algerien. Das Finale gewann das Team gegen die Auswahl Kroatiens am 6. Juli 2022 in Oran mit 29:25. Bei der in Slowenien, Nordmazedonien und Montenegro ausgetragenen Europameisterschaft 2022 landete Spaniens Mannschaft auf dem 9. Platz. In der Qualifikation zur Weltmeisterschaft 2023 traf Spanien auf die österreichische Auswahl und konnte sich für die Weltmeisterschaft qualifizieren.
Im Mai 2023 wurde Ambros Martín zum Cheftrainer ernannt, Prades wurde wieder Assistenztrainer. Das erste große Turnier unter Leitung von Martín war die Weltmeisterschaft 2023 in Skandinavien, bei der man Platz 13 belegte. Im März 2024 gelang die Qualifikation für die Europameisterschaft 2024, im April des Jahres die Qualifikation für die Olympischen Spiele in Paris. Bei den Olympischen Spielen schieden sie in der Vorrunde aus. Auch bei der Europameisterschaft 2024 kam die Mannschaft, deren Durchschnittsalter 24 Jahre betrug, nicht über die Vorrunde hinaus. Im April 2025 gelang die Qualifikation zur Weltmeisterschaft 2025.

## Länderspiele (aktuell)
Die spanische Nationalmannschaft bestritt bis Juli 2024 über 800 Länderspiele, sowohl Pflichtspiele als auch Freundschaftsspiele.
| Nr. Anm. 1 | Datum             | Wettbewerb                               | Ort, Spielhalle                                                  | Zuschauer | Gegner      | S/U/N Anm. 2 | Ergebnis Anm. 3 | Anmerkungen                                                                                               |
| ---------- | ----------------- | ---------------------------------------- | ---------------------------------------------------------------- | --------- | ----------- | ------------ | --------------- | --- |
| 801        | 11. April 2024    | Olympiaqualifikation                     | Torrevieja, Palacio de los Deportes de Torrevieja                | 2.780     | Tschechien  | N            | 21:31 (10:19)   | – |
| 802        | 12. April 2024    | Olympiaqualifikation                     | Torrevieja, Palacio de los Deportes de Torrevieja                | 3.625     | Argentinien | S            | 26:23 (14:14)   | – |
| 803        | 14. April 2024    | Olympiaqualifikation                     | Torrevieja, Palacio de los Deportes de Torrevieja                | 3.875     | Niederlande | N            | 26:27 (15:15)   | Das spanische Team qualifizierte sich als Zweitplatzierte der Gruppe für das olympische Turnier in Paris. |
| 804        | 10. Juli 2024     | Turniervorbereitung                      | Irun, Pabellón Polideportivo Artaleku                            | ?         | Angola      | S            | 22:21 (13:11)   | |
| 805        | 12. Juli 2024     | Turniervorbereitung                      | Irun, Pabellón Polideportivo Artaleku                            | ?         | Südkorea    | S            | 29:23 (14:12)   | |
| 806        | 14. Juli 2024     | Turniervorbereitung                      | Irun, Pabellón Polideportivo Artaleku                            | ?         | Südkorea    | S            | 24:19 (13:6)    | |
| 807        | 25. Juli 2024     | Olympische Spiele 2024                   | Paris, Messe Paris                                               | 5.765     | Brasilien   | N            | 18:29 (10:15)   | |
| 808        | 28. Juli 2024     | Olympische Spiele 2024                   | Paris, Messe Paris                                               | 5.748     | Angola      | N            | 21:26 (15:14)   | |
| 809        | 30. Juli 2024     | Olympische Spiele 2024                   | Paris, Messe Paris                                               | 5.834     | Niederlande | N            | 24:29 (12:14)   | |
| 810        | 1. August 2024    | Olympische Spiele 2024                   | Paris, Messe Paris                                               | 5.816     | Ungarn      | N            | 24:27 (12:14)   | |
| 811        | 3. August 2024    | Olympische Spiele 2024                   | Paris, Messe Paris                                               | 5.841     | Frankreich  | N            | 24:32 (9:17)    | Die Mannschaft schied nach der Vorrunde aus.                                                              |
| 812        | 24. Oktober 2024  |                                          | Eskilstuna, Volvo CE Arena                                       | ?         | Schweden    | N            | 24:40 (10:24)   | |
| 813        | 26. Oktober 2024  |                                          | Gävle, Gavlehovshallen                                           | 2.231     | Schweden    | N            | 28:41 (11:22)   | |
| 814        | 22. November 2024 | Tournoi de France                        | Saint-Étienne, Arena Saint-Étienne Métropole                     | 2.227     | Frankreich  | S            | 28:27 (13:15)   | |
| 815        | 24. November 2024 | Tournoi de France                        | Saint-Étienne, Arena Saint-Étienne Métropole                     | 2.200     | Tschechien  | U            | 30:30 (16:13)   | |
| 816        | 28. November 2024 | Europameisterschaft 2024                 | Basel, St. Jakobshalle                                           | 2.669     | Portugal    | S            | 30:24 (12:12)   | |
| 817        | 30. November 2024 | Europameisterschaft 2024                 | Basel, St. Jakobshalle                                           | 4.056     | Frankreich  | N            | 22:24 (11:10)   | |
| 818        | 2. Dezember 2024  | Europameisterschaft 2024                 | Basel, St. Jakobshalle                                           | 1.425     | Polen       | N            | 23:26 (12:14)   | Die Mannschaft schied nach der Vorrunde aus. siehe Kader und Statistiken                                  |
| 819        | 6. März 2025      | Torneo Internacional de Manzanares       | Manzanares, Manzanares Arena                                     | ?         | Argentinien | S            | 28:25 (11:15)   | |
| 820        | 8. März 2025      | Torneo Internacional de Manzanares       | Manzanares, Manzanares Arena                                     | ?         | Österreich  | S            | 32:25 (18:9)    | |
| 821        | 10. April 2025    | Qualifikation zur Weltmeisterschaft 2025 | Koprivnica, Sportska dvorana koprivničke Gimnazije Fran Galović  | 2.000     | Kroatien    | N            | 26:27 (12:17)   | |
| 822        | 13. April 2025    | Qualifikation zur Weltmeisterschaft 2025 | Algeciras, Pabellón Ciudad de Algeciras-Doctor Juan Carlos Mateo | 1.900     | Kroatien    | S            | 23:17 (9:7)     | Spanien qualifizierte sich für die Weltmeisterschaft 2025                                                 |
|            | 26. November 2025 | Weltmeisterschaft 2025                   | Trier, SWT-Arena                                                 |           | Paraguay    |              | –:–             | |
|            | 28. November 2025 | Weltmeisterschaft 2025                   | Trier, SWT-Arena                                                 |           | Färöer      |              | –:–             | |
|            | 30. November 2025 | Weltmeisterschaft 2025                   | Trier, SWT-Arena                                                 |           | Montenegro  |              | –:–             | |

Fußnoten

## Spielerinnen

### Aktuelle Mannschaft
Trainer Ambrosio Martín nominierte für einen Lehrgang im Mai 2025 folgende Spielerinnen:
- Lucía Prades (Super Amara Bera Bera), Sabina Mínguez (Rocasa Gran Canaria)
- Rückraum: Elba Álvarez (Super Amara Bera Bera), Paola Bernabé (AtticGo Elche), Eider Poles (Rocasa Gran Canaria), Estitxu Rodríguez (Replasa Beti-Onak), Judit González (Handbol Sant Vicenç), Carmen Arroyo (Super Amara Bera Bera), Raquel Moré (Zuazo Femenino), Naroa Baquedano (Helvetia Anaitasuna), Ester Somaza (KH-7 Granollers)
- Außen: Paula Agulló (AtticGo Elche), Garoa Sarrionandia-Ibarra (Zuazo Femenino), Lisa Oppedal (AtticGo Elche), Elena Amores (Mecalia Atlético Guardés)
- Kreis: Lyndie Tchaptchet (Super Amara Bera Bera), Kadidiatou Jallow (KH-7 Granollers), María Palomo (Mecalia Atlético Guardés)

### Rekordspielerinnen (nach Spielen)

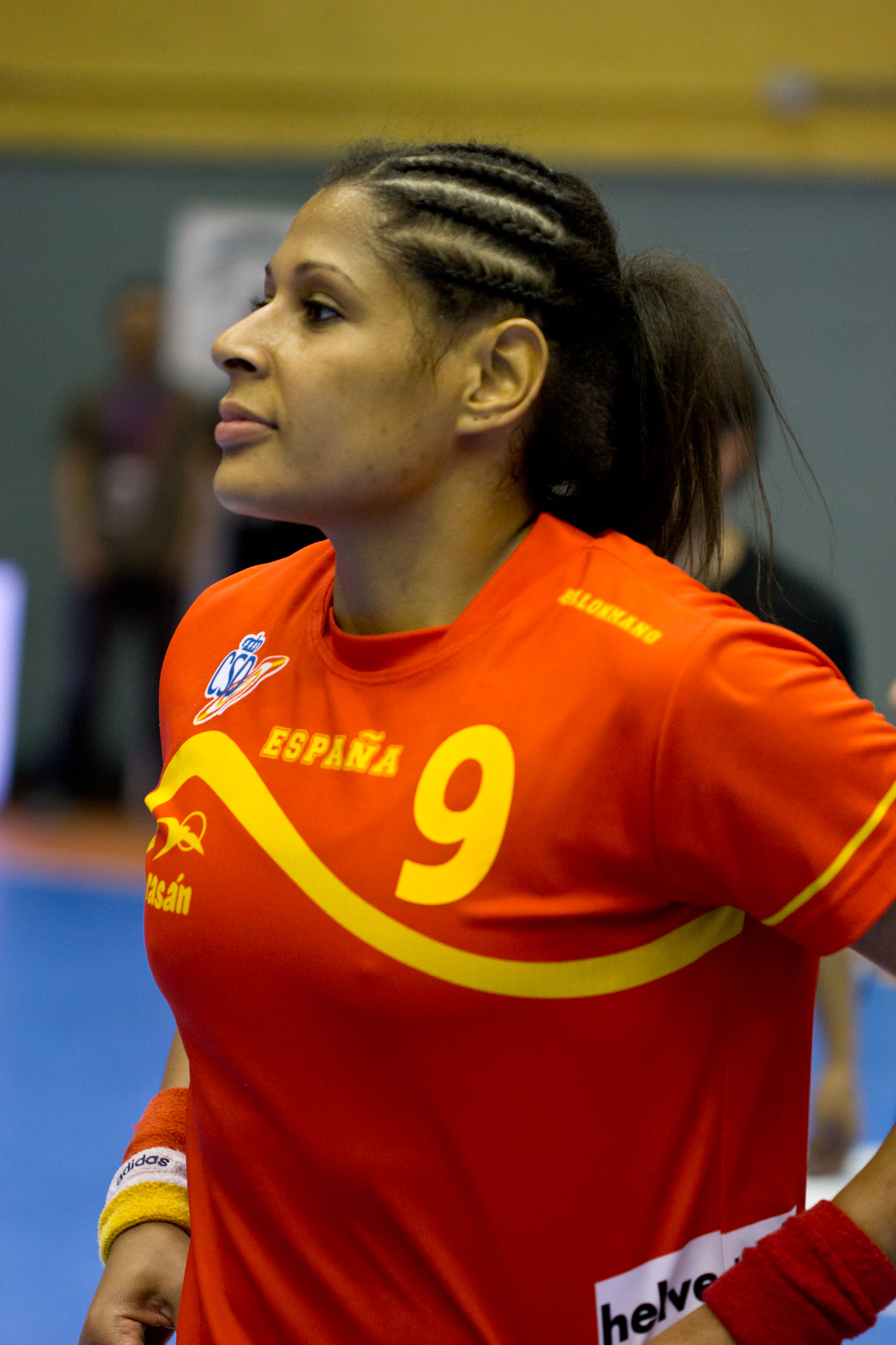
Marta Mangué, Rekordnationalspielerin der RFEBM

| Platz | Spielerin         | Spiele | Tore | Position | Zeitraum  |
| ----- | ----------------- | ------ | ---- | -------- | --------- |
| 01    | Marta Mangué      | 301    | 1034 | RR       | 2000–2017 |
| 02    | Cristina Gómez    | 277    | 0897 | KL       | 1986–2004 |
| 03    | Carmen Martín     | 250    | 0866 | RA       | 2005–2021 |
| 04    | Silvia Navarro    | 249    | 013  | TW       | 1988–     |
| 05    | Macarena Aguilar  | 240    | 0638 | RM       | 2004–2017 |
| 06    | Montserrat Puche  | 196    | 0736 | RM       | 1990–2004 |
| 07    | María Sánchez     | 195    | 0    | TW       | 1986–2008 |
| 08    | Elisabeth Chávez  | 185    | 0130 | KL/LA    | 2008–2017 |
| 09    | Beatriz Fernández | 182    | 0380 | LA       | 2005–2016 |
| 10    | Begoña Fernández  | 181    | 0395 | KL       | 2004–2013 |

### Rekordspielerinnen (nach Toren)

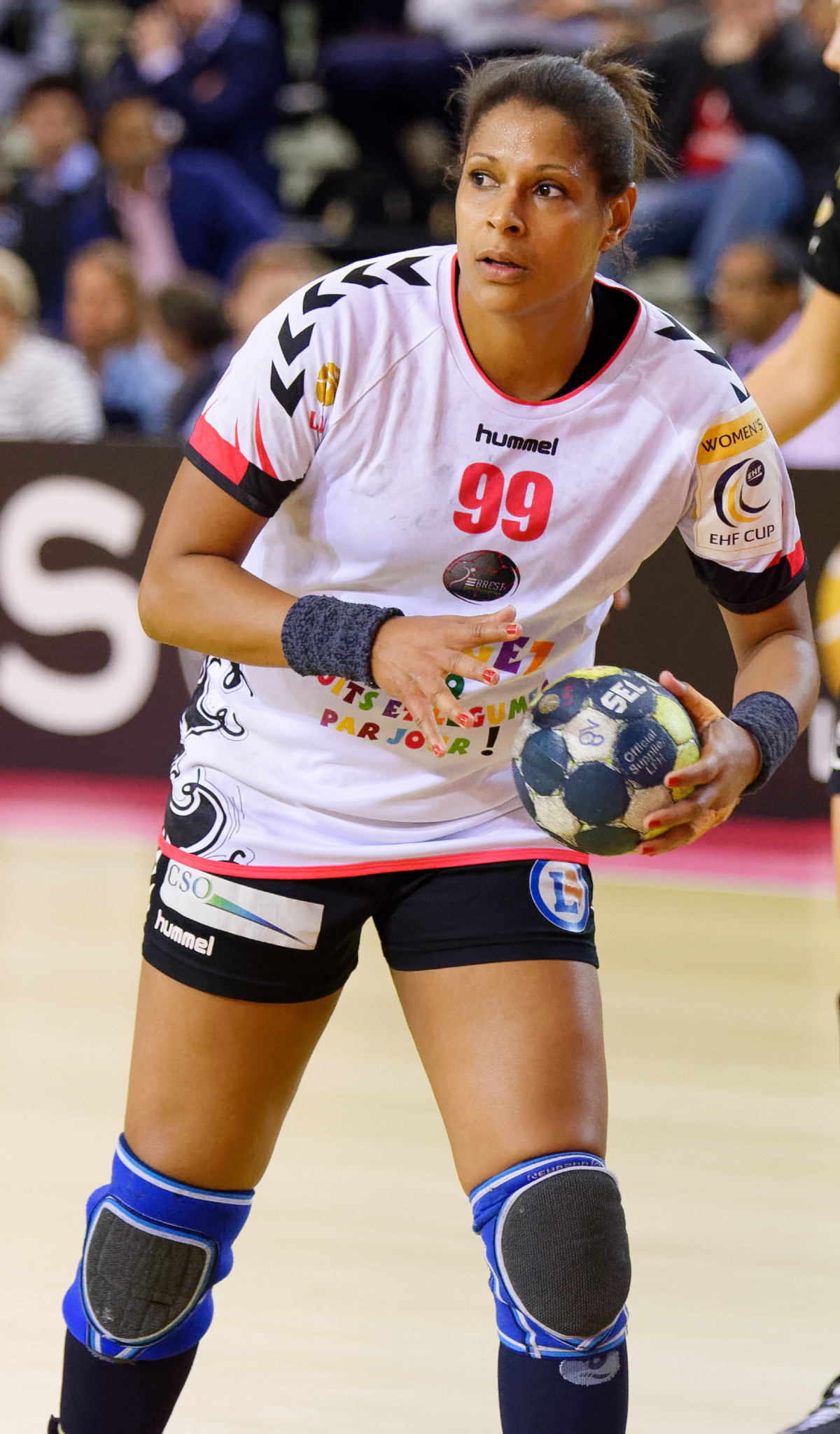
Marta Mangué, Rekordnationalspielerin der RFEBM

| Platz | Spielerin           | Spiele | Tore | Position | Zeitraum  |
| ----- | ------------------- | ------ | ---- | -------- | --------- |
| 01    | Marta Mangué        | 301    | 1034 | RR       | 2000–2017 |
| 02    | Cristina Gómez      | 277    | 0897 | KL       | 1986–2004 |
| 03    | Carmen Martín       | 250    | 0866 | RA       | 2005–2021 |
| 04    | Alexandrina Barbosa | 163    | 0741 | RL       | 2012–     |
| 05    | Montserrat Puche    | 196    | 0736 | RM       | 1990–2004 |
| 06    | Macarena Aguilar    | 240    | 0638 | RM       | 2004–2017 |
| 07    | Nerea Pena          | 176    | 0595 | RM       | 2008–2021 |
| 08    | Susana Fraile       | 131    | 0411 |          | 1998–2007 |
| 09    | Noelia Oncina       | 174    | 0406 | LA       | 1999–2009 |
| 10    | Natalja Morskowa    | 049    | 0396 | R        | 1998–2002 |

## Trainer
Die bisherigen Trainer der Mannschaft waren Ernesto Enríquez, Emilio Alonso, Jesús Alcalde, Domingo Bárcenas, José Roncero, José Aldeguer, Juan Oliver, Cristina Mayo, César Argilés (1981–1982), Francisco Sánchez Sánchez (1986–1992), Julián Ruiz (1997–1998), Luis Carlos Torrescusa (1998–2000), José Francisco Aldeguer (2002–2004), Miguel Florido (–2007), Jorge Dueñas (2007–2017) und Carlos Viver (2017–2021).
Von September 2021 an trainierte José Ignacio Prades die Nationalmannschaft Spaniens, bis dato war er dort Assistenztrainer von Carlos Viver. Im Juni 2023 wurde er wieder Assistenztrainer, nun an der Seite von Ambrosio Martín, der die Mannschaft seit Juni 2023 trainiert.

## Teilnahme an Wettbewerben

### Weltmeisterschaften
Die Nationalmannschaft nahm erstmals im Jahr 1993 an einer Weltmeisterschaft teil.
| Jahr | Gastgeber                       | Teams | Platz | Mannschaft | Trainer                 | Anmerkungen |
| ---- | ------------------------------- | ----- | ----- | --- | ----------------------- | --- |
| 1993 | Norwegen                        | 16    | 15.   | Elisabeth López, Iasone Diez De Gereno, Amaia Ugartamendía, Lydia Montes, Blanca Martín-Calero, Cristina Gómez, Raquel Vizcaíno, Rosa Cruz Sánchez, Reyer Baello, Anna Eizaguirre, Paloma Arranz, Cristina Martinez, Izaskun Múgica, Ane Eizaguirre, Begoña Sánchez                                                                         | ?                       | – |
| 2001 | Italien                         | 24    | 10.   | Elisabeth López, Aitziber Elejaga, Noelia Oncina, Natalja Morskowa, Marta Mangué, Izaskun Múgica, Cristina López, Maite Andréu, Cristina Gómez, Ana Ruiz, Diana Box, Tatiana Garmendia, Silvia del Olmo, Montserrat Puche, Susana Pareja, Susana Fraile                                                                                     | Cristina Mayo           | – |
| 2003 | Kroatien                        | 24    | 05.   | Elisabeth López, Maria Sánchez, Aitziber Elejaga, Lidia Sánchez, Susana Pareja, Vanesa Amorós, Cristina López, Cristina Gómez, Marta Mangué, Soraya García, Montserrat Puche, Susana Fraile, Gemma Luján, Verónica Cuadrado, Noelia Oncina, Patricia Pinedo                                                                                 | José Francisco Aldeguer | Susana Pareja warf 50 Tore und belegte damit Platz 4 der Torschützenliste; mit 47 Toren kam Montserrat Puche auf Platz 6 dieser Liste. |
| 2007 | Frankreich                      | 24    | 10.   | Tatiana Garmendia, Patricia Pinedo, Beatriz Fernández, Maria Berenguel, Carmen Martín, Elisabeth Pinedo, Marta Mangué, Macarena Aguilar, Aitziber Elejaga, Goretti Castañeda, Patricia Alonso, Isabel Ortuño, Maria Sánchez, Begoña Fernández, Andrea Arias, Noelia Oncina                                                                  | Jorge Dueñas            | Marta Mangué war mit 55 Toren zehntbeste Torschützin. |
| 2009 | China                           | 24    | 04.   | Cristina González, Marta López, Andrea Barnó, Carmen Martín, Nely Alberto, Beatriz Fernández, Verónica Cuadrado, Marta Mangué, Macarena Aguilar, Nuria Benzal, Mihaela Ciobanu, Elisabeth Chávez, Elisabeth Pinedo, Begoña Fernández, Noelia Oncina, Mari Cruz Asensi                                                                       | Jorge Dueñas            | Begoña Fernández und Marta Mangué wurden in das All-Star-Team gewählt. Mihaela Ciobanu war mit einer Haltequote von 42 Prozent drittbeste Torhüterin im Turnier, Cristina González kam mit einer Quote von 40 Prozent auf den 6. Platz.                |
| 2011 | Brasilien                       | 24    | 03.   | Cristina González, Andrea Barnó, Carmen Martín, Nely Alberto, Verónica Cuadrado, Marta Mangué, Macarena Aguilar, Silvia Navarro, Jessica Alonso, Elisabeth Chávez, Elisabeth Pinedo, Vanesa Amorós, Nerea Pena, Patricia Pinedo, Patricia Elorza, Mihaela Ciobanu                                                                           | Jorge Dueñas            | Silvia Navarro wurde beste Torfrau des Turniers. Mit 45 Treffern wurde Carmen Martín die fünftbeste Torschützin; sie wurde in das All-Star-Team gewählt.                                                                                               |
| 2013 | Serbien                         | 24    | 09.   | Cristina González, Marta López, Carmen Martín, Beatriz Fernández, Marta Mangué, Macarena Aguilar, Nuria Benzal, Silvia Navarro, Jessica Alonso, Elisabeth Chávez, Elisabeth Pinedo, Begoña Fernández, Nerea Pena, Lara González, Patricia Elorza, Naiara Egozkue, Alexandrina Barbosa                                                       | Jorge Dueñas            | – |
| 2015 | Dänemark                        | 24    | 12.   | Marta López, Carmen Martín, María Núñez, Nely Alberto, Marta Mangué, Macarena Aguilar, Silvia Navarro, Elisabeth Chávez, Elisabeth Pinedo, Nerea Pena, Lara González, Patricia Elorza, Naiara Egozkue, Ainhoa Hernández, Darly Zoqbi, Alexandrina Barbosa                                                                                   | Jorge Dueñas            | Für Darly Zoqbi war es die erste Weltmeisterschaft mit Spanien; sie stand zuvor im brasilianischen Team. Mit einer Fangquote von 42 Prozent wurde sie zweitbeste Torfrau.                                                                              |
| 2017 | Deutschland                     | 24    | 11.   | Carmen Martín, María Núñez, Silvia Arderíus, Silvia Navarro, Elisabeth Chávez, Jennifer Gutiérrez, Maitane Etxeberria, Paula García, Amaia González, Nerea Pena, Lara González, Mireya González, Almudena Rodríguez, Ivet Musons, Darly Zoqbi, Alexandrina Barbosa                                                                          | Carlos Viver            | – |
| 2019 | Japan                           | 24    | 02.   | Marta López, María Núñez, Silvia Arderíus, Elisabet Cesáreo, Silvia Navarro, Mercedes Castellanos, Jennifer Gutiérrez, Maitane Etxeberria, Nerea Pena, Lara González, Soledad López, Alicia Fernández, Almudena Rodríguez, Ainhoa Hernández, Darly Zoqbi, Alexandrina Barbosa, Mireya González                                              | Carlos Viver            | Alexandrina Barbosa wurde in das All-Star-Team gewählt. Mit 60 Toren war sie die viertbeste Werferin des Turniers. |
| 2021 | Spanien                         | 32    | 04.   | Carmen Martín, Carmen Campos, Silvia Arderíus, Elisabet Cesáreo, Silvia Navarro, Laura Hernández, Mercedes Castellanos, Jennifer Gutiérrez, Maitane Etxeberria, Soledad López, Kaba Gassama, Alicia Fernández, Almudena Rodríguez, Ainhoa Hernández, Irene Espínola Pérez, Paula Arcos, Alexandrina Barbosa, Lara González, Mireya González | José Ignacio Prades     | Alexandrina Barbosa war mit ihren 44 Toren die zweitbeste Werferin im Turnier. Mercedes Castellanos und Silvia Navarro kamen mit Fangquoten von jeweils 36 Prozent auf Platz 7 der Torhüterbestenliste. Carmen Martín wurde ins All-Star-Team gewählt. |
| 2023 | Dänemark, Norwegen und Schweden | 32    | 13.   | Paula Arcos, Silvia Arderíus, Carmen Campos, Mercedes Castellanos, Maitane Etxeberria, Alicia Fernández, Kaba Gassama, Mireya González, Amaia González de Garibay, Lara González, Marta López, Soledad López, Paulina Buforn, María Prieto O’Mullony, Danila So Delgado, Ester Somaza, Lysa Tchaptchet, Darly Zoqbi                         | Ambros Martín           | |
| 2025 | Deutschland, Niederlande        | 32    |       | |                         | |
| 2029 | Spanien                         | 32    |       | |                         | |

### B-Weltmeisterschaften
Die spanische Auswahl nahm an fünf B-Weltmeisterschaften teil.
| Jahr | Gastgeber   | Teams | Platz | Mannschaft | Trainer | Anmerkungen |
| ---- | ----------- | ----- | ----- | ---------- | ------- | ----------- |
| 1977 | Deutschland |       | 12.   |            |         | –           |
| 1981 | Dänemark    |       | 12.   | Ana Mesa   |         | –           |
| 1983 | Polen       |       | 11.   |            |         | –           |
| 1987 | Bulgarien   |       | 14.   |            |         | –           |
| 1992 | Litauen     |       | 05.   |            |         | –           |

### C-Weltmeisterschaften
Die spanische Auswahl nahm an drei C-Weltmeisterschaften teil.
| Jahr | Gastgeber  | Teams | Platz | Mannschaft    | Trainer           | Anmerkungen |
| ---- | ---------- | ----- | ----- | ------------- | ----------------- | ----------- |
| 1986 | Spanien    |       | 03.   |               |                   | –           |
| 1988 | Frankreich |       | 03.   | María Sánchez | Francisco Sánchez | –           |
| 1991 | Italien    |       | 05.   |               |                   | –           |

### Europameisterschaften
An einer Europameisterschaft nahm Spanien erstmals im Jahr 1998 teil.
| Jahr | Gastgeber                                | Teams | Platz | Mannschaft | Trainer        | Anmerkungen |
| ---- | ---------------------------------------- | ----- | ----- | --- | -------------- | --- |
| 1998 | Niederlande                              | 12    | 12.   | Aitziber Elejaga, Amaia Ugartamendía, Ana Ruiz, Begoña Sánchez, Consuelo Benavent, Cristina Gómez, Cristina López, Eider Rubio, Elena Ciubotaru, Elisabeth López, Gemma Luján, Lidia Sánchez, Montserrat Puche, Natalja Morskowa, Susana Pareja, Maite Andréu                                                                                   |                | – |
| 2002 | Dänemark                                 | 16    | 13.   | Maria Sánchez, Aitziber Elejaga, Elisabeth López, Noelia Oncina, Susana Pareja, Diana Box, Montserrat Puche, Marta Mangué, Lidia Sánchez, Susana Fraile, Isabel Ortuño, Maite Andréu, Cristina López, Cristina Gómez, Verónica Cuadrado, Patricia Alonso                                                                                        |                | – |
| 2004 | Ungarn                                   | 16    | 08.   | Elisabeth López, Maria Sánchez, Soraya García, Susana Pareja, Davinia López, Beatriz Morales, Marta Mangué, Macarena Aguilar, Rocio Guerola, Patricia Alonso, Isabel Ortuño, Verónica Cuadrado, Noelia Oncina, Aitziber Elejaga, Nely Alberto, Lidia Sánchez                                                                                    |                | – |
| 2006 | Schweden                                 | 16    | 09.   | Aitziber Elejaga, Marta Mangué, Macarena Aguilar, Susana Fraile, Cristina López, Noelia Oncina, Isabel Ortuño, Yolanda Sanromán, Diana Box, Sara Castro, Begoña Fernández, Cristina González, Beatriz Morales, Patricia Pinedo, Silvia Navarro, Eider Rubio                                                                                     | Miguel Florido | – |
| 2008 | Nordmazedonien                           | 16    | 02.   | Cristina González, Tatiana Garmendia, Carmen Martín, Andrea Barnó, Beatriz Fernández, Verónica Cuadrado, Marta Mangué, Macarena Aguilar, Nuria Benzal, Mihaela Ciobanu, Jessica Alonso, Elisabeth Chávez, Elisabeth Pinedo, Begoña Fernández, Noelia Oncina, Zornitsa Koleva                                                                    | Jorge Dueñas   | Spanien gewann erstmals eine Medaille bei Europameisterschaften. Marta Mangué war mit 43 Treffern drittbeste Torwerferin des Turniers. Begoña Fernández wurde ins All-Star-Team gewählt. |
| 2010 | Dänemark und Norwegen                    | 16    | 11.   | Cristina González, Andrea Barnó, Carmen Martín, Nely Alberto, Beatriz Fernández, Verónica Cuadrado, Marta Mangué, Macarena Aguilar, Nuria Benzal, Silvia Navarro, Jessica Alonso, Elisabeth Chávez, Elisabeth Pinedo, Begoña Fernández, Vanesa Amorós, Nerea Pena                                                                               | Jorge Dueñas   | Nerea Pena wurde in das All-Star-Team des Turniers gewählt. |
| 2012 | Serbien                                  | 16    | 11.   | Cristina González, Carmen Martín, Beatriz Fernández, Verónica Cuadrado, Marta Mangué, Macarena Aguilar, Nuria Benzal, Silvia Navarro, Jessica Alonso, Elisabeth Chávez, Elisabeth Pinedo, Begoña Fernández, Vanesa Amorós, Nerea Pena, Patricia Elorza, Alexandrina Barbosa                                                                     | Jorge Dueñas   | – |
| 2014 | Ungarn und Kroatien                      | 16    | 02.   | Macarena Aguilar, Alexandrina Barbosa, Elisabeth Chávez, Naiara Egozkue, Patricia Elorza, Beatriz Escribano, Beatriz Fernández, Lara González, Marta López, Marta Mangué, Carmen Martín, Silvia Navarro, María Núñez, Nerea Pena, Elisabeth Pinedo, Ana Temprano                                                                                | Jorge Dueñas   | Carmen Martín belegte mit 46 Treffern den dritten, Nerea Pena mit 38 Treffern den siebten Platz der Torschützenliste. Carmen Martin wurde in das All-Star-Team gewählt.                  |
| 2016 | Schweden                                 | 16    | 11.   | Carmen Martín, Silvia Navarro, Marta López, Nely Alberto, Marta Mangué, Macarena Aguilar, Elisabeth Chávez, Amaia González, Nerea Pena, Lara González, Patricia Elorza, Mireya González, Naiara Egozkue, Ainhoa Hernández, Darly Zoqbi, Judith Sans, Alexandrina Barbosa                                                                        | Jorge Dueñas   | Carmen Martín wurde in das All-Star-Team gewählt. Silvia Navarro war viertbeste Torhüterin des Turniers.                                                                                 |
| 2018 | Frankreich                               | 16    | 12.   | Carmen Martín, Silvia Arderíus, Elisabet Cesáreo, Silvia Navarro, Mercedes Castellanos, Jennifer Gutiérrez, Paula García, Nerea Pena, Lara González, Soledad López, Alicia Fernández, Ana Martínez, Almudena Rodríguez, Ainhoa Hernández, Sara Gil de la Vega, Paula Valdivia, Mireya González                                                  | Carlos Viver   | Carmen Martín wurde in das All-Star-Team gewählt. |
| 2020 | Dänemark                                 | 16    | 09.   | Marta López, Carmen Martín, Carmen Campos, Silvia Arderíus, Silvia Navarro, Mercedes Castellanos, Jennifer Gutiérrez, Nerea Pena, Lara González, Soledad López, Kaba Gassama, Alicia Fernández, Almudena Rodríguez, Ainhoa Hernández, Lysa Tchaptchet, Mireya González                                                                          | Carlos Viver   | Carmen Martín war mit 32 Toren siebtbeste Werferin des Turniers. |
| 2022 | Slowenien, Nordmazedonien und Montenegro | 16    | 09.   | Silvia Navarro, Mercedes Castellanos, Maddi Aalla, Jennifer Gutiérrez, Soledad López, Lara González, Alexandrina Barbosa, Alicia Fernández, Carmen Campos, Esther Arrojeria, Paula Arcos, Almudena Rodríguez, Irene Espínola, Maitane Etxeberria, Paula Valdivia, Kaba Gassama, Lysa Tchaptchet, Alba Spugnini, Nicole Wiggins, Silvia Arderíus | José Prades    | – |
| 2024 | Ungarn, Österreich und Schweiz           | 24    | 13.   | Nicole Wiggins, Nicole Morales, Carmen Campos, Paola Bernabé, Elba Álvarez, Carmen Arroyo, Paula Arcos, María Prieto, Ester Somaza, Danila So Delgado, Paulina Buforn, Paula Agulló, Anne Erauskin, Ona Vegué, Jennifer Gutiérrez, Elisabet Cesáreo, Kaba Gassama, Lyndie Tchaptchet                                                            | Ambros Martín  | siehe Kader und Statistiken |

### Olympische Spiele
Das spanische Team nahm erstmals im Jahr 1992 an Olympischen Spielen teil.
| Jahr        | Gastgeber      | Teams | Platz | Mannschaft | Trainer       | Anmerkungen                                     |
| ----------- | -------------- | ----- | ----- | --- | ------------- | ----------------------------------------------- |
| 1992        | Granollers     | 08    | 07.   | Amaia Ugartamendía, Blanca Martín-Calero, Cristina Gómez, Dolores Ruiz, Esperanza Tercero, Karmele Makazaga, Maria Sánchez, Mercedes Fuertes, Montserrat Marín, Montserrat Puche, Paloma Arranz, Raquel Vizcaíno, Rita Hernández, Begoña Sánchez            |               | –                                               |
| 2004        | Athen          | 10    | 06.   | Elisabeth López, Soraya García, Susana Pareja, Vanesa Amorós, Cristina López, Maite Andréu, Cristina Gómez, Marta Mangué, Diana Box, Montserrat Puche, Susana Fraile, Patricia Alonso, Isabel Ortuño, Maria Sánchez, Noelia Oncina                          |               | –                                               |
| 2012        | London         | 12    | 03.   | Marta López, Andrea Barnó, Carmen Martín, Nely Alberto, Beatriz Fernández, Verónica Cuadrado, Marta Mangué, Macarena Aguilar, Silvia Navarro, Jessica Alonso, Elisabeth Pinedo, Begoña Fernández, Vanesa Amorós, Patricia Elorza, Mihaela Ciobanu           | Jorge Dueñas  |                                                 |
| 2016        | Rio de Janeiro | 12    | 06.   | Marta López, Carmen Martín, Nely Alberto, Marta Mangué, Macarena Aguilar, Silvia Navarro, Elisabeth Chávez, Elisabeth Pinedo, Nerea Pena, Lara González, Patricia Elorza, Naiara Egozkue, Ainhoa Hernández, Darly Zoqbi, Alexandrina Barbosa                | Jorge Dueñas  | –                                               |
| 2020 (2021) | Tokio          | 12    | 09.   | Marta López, Carmen Martín, Elisabet Cesáreo, Silvia Navarro, Mercedes Castellanos, Jennifer Gutiérrez, Nerea Pena, Lara González, Soledad López, Alicia Fernández, Almudena Rodríguez, Ainhoa Hernández, Paula Arcos, Alexandrina Barbosa, Mireya González | Carlos Viver  | –                                               |
| 2024        | Paris          | 12    | 12.   | Mercedes Castellanos, Nicole Wiggins, Silvia Arderíus, Alicia Fernández, María Prieto, Paula Arcos, Mireya González, Lara González, Alexandrina Barbosa, Marta López, Maitane Etxeberria, Jennifer Gutiérrez, Kaba Gassama, Lysa Tchaptchet                 | Ambros Martín | Das Team schied nach der Vorrunde punktlos aus. |

### Mittelmeerspiele
Das spanische Team nahm erstmals im Jahr 1979 an den Mittelmeerspielen teil.
| Jahr | Gastgeber    | Teams | Platz | Mannschaft | Trainer           | Anmerkungen |
| ---- | ------------ | ----- | ----- | --- | ----------------- | ----------- |
| 1979 | Jugoslawien  | 04    | 02.   | Maria del Carmen, Maria Nondedeu, Maria del Carmen Rams, Mercedes Fuertes, Angeles Casafont, Cristina Mayo, Luisa Martín, Ana Toledano, Vicenta Cano, María Ángeles Capilla, Carmen García, Rosa García, Lydia Pena, Sagrario Santana                                                                                            |                   | –           |
| 1987 | Syrien       | 04    | 03.   | María Sánchez, Amaia Ugartamendía, Paloma Arranz, Mercedes Fuertes, Rita Hernández, Olga García, Esperanza Tercero, Cristina Gómez, Teresa Anducas, Raquel Vizcaíno, Vincenta Cano, Sagrario Santana, Karmele Makazaga, Dolores Ruiz                                                                                             | Francisco Sánchez | –           |
| 1991 | Griechenland | 05    | 03.   | Montserrat Marín, Sagrario Santana, Maria Sánchez, Amaia Ugartamendía, Paloma Arranz, Esperanza Tercero, Rita Hernández, Karmele Makazaga, Cristina Gómez, Begoña Sánchez, Raquel Vizcaíno, Montserrat Puche, Lydia Montes |                   | –           |
| 1993 | Frankreich   | 06    | 03.   | Paloma Arranz, Reyes Baello Vidal, Pilar Cabrera Gil, Rosa Delia Cruz Sánchez, Iasone Diéz De Gereño, Isabel Domínguez Lino, Cristina Gómez, Blanca Martín-Calero, Montserrat Marin, Cristina Martínez Lominchar, Lidia Montes García, Izaskun Múgica Zozaya, Begoña Sánchez, Maria Sánchez, Amaia Ugartamendía, Raquel Vizcaíno |                   | –           |
| 1997 | Italien      | 08    | 05.   | |                   | –           |
| 2001 | Tunesien     | 08    | 02.   | Aitziber Elejaga, Elizabeth Lopez, Cristina López, Anna Voytsekhoyska, Ana Isabel Ruiz, Diana Box, Maria Teresa Andreu, Cristina Gómez, Noelia Oncina, Tatiana Garmendia, Montserrat Puche, Susana Fraile, Silvia Del Olmo, Izaskun Mugica, Verónica Cuadrado, Patricia Alonso                                                   |                   | –           |
| 2005 | Spanien      | 08    | 01.   | Macarena Aguilar, Patricia Alonso, Verónica Cuadrado, Aitziber Elejada, Begoña Fernández, Soraya García, Rocío Guerola, Elisabeth López, Marta Mangué, Carmen Martín, Beatriz Morales, Noelia Oncina, Isabel Ortuño, Susana Pareja, Maria Sánchez, Yolanda Sanromán                                                              | Miguel Florido    | –           |
| 2009 | Italien      | 09    | 04.   | Verónica Cuadrado, … | Jorge Dueñas      | –           |
| 2013 | Türkei       | 10    | 05.   | Patricia Elorza, … | Jorge Dueñas      | –           |
| 2018 | Spanien      | 10    | 01.   | Mercedes Castellanos, Jennifer Gutiérrez, Maitane Etxeberria, Paula García, Amaia González de Garibay, Lara González, Alicia Fernández, Almudena Rodríguez, Ivet Musons, Ainhoa Hernández, Judith Sans, Andrea de la Torre, Paula Valdivia, María Prieto O’Mullony, Carmen Campos, Emma Boada                                    | Carlos Viver      | –           |
| 2022 | Algerien     | 08    | 01.   | Maddi Aalla, Elba Álvarez, Carmen Campos, Elena Cuadrado, Esther Arrojeria, Clara Gascó, Kaba Gassama, María Gomes, Laura Hernández, June Loidi, Seynabou Mbengue, Alba Spugnini, Paula Valdivia, Sara Valero, Ona Vegué, Nicole Wiggins Sancho                                                                                  | José Prades       | –           |

## Nachwuchsteams
Altersmäßig unterhalb der A-Nationalmannschaft sind die Juniorinnenauswahl und die Jugendauswahl angelegt.
Die spanische Jugendmannschaft gewann die U-17-Europameisterschaft 1997.